# Signifikansniveau
Signifikansniveau (α) er inden for statistik en vedtaget grænse for sandsynligheden af, at et resultat måtte kunne være fremkommet ved en tilfældighed.
En mere teknisk formulering er, at tallet angiver risikoen ved at forkaste nulhypotesen og antage den alternative hypotese. Altså risikoen for at resultatet, der understøtter den alternative hypotese, er fremkommet tilfældigt.
I praksis vælger man forud for den statistiske afprøvning eller test, ved hvilket signifikansniveau man vil forkaste nulhypotesen. I naturvidenskabelige sammenhænge vælger man oftest α ≤ 0,05. Det vil sige at man kun forkaster nulhypotesen hvis der er mindre end 5 % risiko for at man tager fejl.Samme fejlmargen ses også anvendt i politiske meningsmålinger. 
I andre sammenhænge bruges andre signifikansniveauer. F.eks. kræves der i medicinske sammenhænge et signifikansniveau på α ≤ 0,01, medens man i økonomi og inden for psykologi (intelligensprøver o.lign.) ofte vælger et signifikansniveau på α ≤ 0,05.
For at finde frem til den statistiske signifikans, benytter man en række metoder til hypoteseprøvning.